# كيم يونغ
كيم يونغ (بالإنجليزية: Kim Young)‏ هو لاعب غولف أمريكي، ولد في 4 فبراير 1955 في هارلينغن في الولايات المتحدة.

## وصلات خارجية
- كيم يونغ على موقع رابطة لاعبي الغولف المحترفين (الإنجليزية)